# Lambert van Sint-Omaars

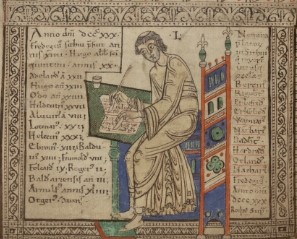
Lambert aan het werk. Fragment uit het manuscript "Liber Floridus". Bewaard in de Universiteitsbibliotheek Gent.

Lambert van Sint-Omaars (ca. 1061 - ?, ook Lambertus) was een Vlaamse benedictijn en bekend als schrijver-encyclopedist en kanunnik. Hij mag niet verward worden met zijn tijdgenoot Lambertus, die in 1095 abt werd van de Sint-Bertijnsabdij van Sint-Omaars.
In zijn jeugd werd hij opgenomen in de Sint-Bertijnsabdij. Hij bezocht belangrijke scholen in Frankrijk en gaf de opgenomen kennis door in zijn eigen abdij: onder andere grammatica, theologie en muziek. Zijn bekendste werk was het Liber Floridus (Latijn: Het bloemrijke boek). Dit encyclopedisch geheel is een synopsis van een aantal belangrijke werken van verschillende auteurs, begonnen in 1090 en voltooid ca. 1121. De autograaf, het originele auteurshandschrift, in het Latijn geschreven, wordt bewaard in de Gentse universiteitsbibliotheek (hs. 92).